# Affaire du Probo Koala
L'affaire du Probo Koala  est une catastrophe environnementale survenue en Côte d'Ivoire. Elle tire son nom du navire vraquier qui a acheminé des déchets en Côte d'Ivoire en 2006 : le Probo Koala, un navire vraquier immatriculé au Panama, appartenant à une compagnie maritime grecque et affrété par la société hollandaise et suisse Trafigura. 
En août 2006, ce navire vraquier polyvalent a déchargé au port d'Abidjan 581 tonnes de déchets provenant du nettoyage du bateau (un mélange de pétrole, sulfure d'hydrogène, phénols, soude caustique et de composés organiques sulfurés). Ces derniers, répandus à terre en zone de décharge, provoquent des émanations de gaz mortels,. La mort de 17 personnes et l'intoxication de dizaines de milliers de personnes (43 492 cas d'empoisonnement confirmés et 24 825 cas probables, d'après l'INHP) sont imputées par Amnesty international aux émanations de ces déchets. Trafigura est jugée responsable par un tribunal des Pays-Bas qui condamne l'entreprise le 23 décembre 2011 à verser des dommages et intérêts aux victimes.

## Le parcours duProbo Koala

### Brownsville (Texas) 11 avril - 18 juin 2006
Trois cargaisons d'environ 28 000 tonnes de coke de pétrole (coker naphta) ont été chargées à Brownsville, Texas sur le M/T Seapurha le 20 mars 2006, sur le M/T Moselle le 25 avril 2006 et sur le M/T Seavinha le 1er juin 2006. Ces trois navires ont par la suite transféré leur cargaison sur le M/T Probo Koala les 11 avril, 19 mai et 18 juin.

### Amsterdam (Pays-Bas) 2-5 juillet 2006

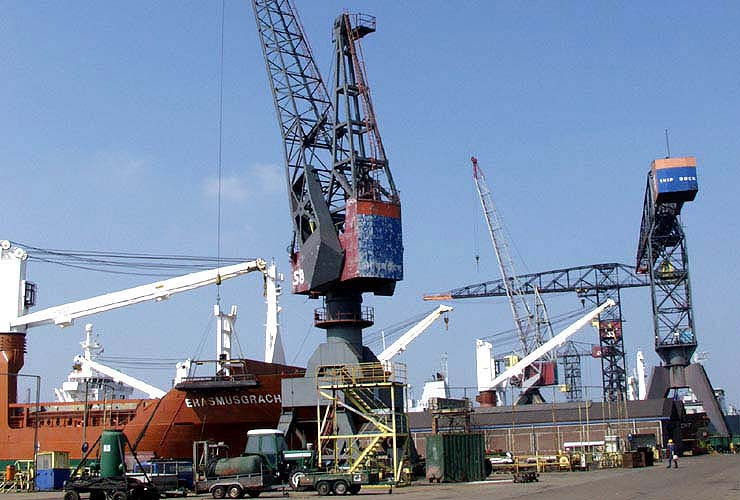
Les quais industriels d'Amsterdam, Pays-Bas.

Le 2 juillet 2006, après une traversée transatlantique, le Probo Koala accoste au quai d'Afrique du port d'Amsterdam, aux Pays-Bas. Il a auparavant déchargé une cargaison d'hydrocarbures à Algésiras, en Espagne.
La citerne à déchets étant pleine, Trafigura cherche à s'en défaire auprès de la société spécialisée Amsterdam Port Services (APS). Ces déchets seraient des slops, des résidus de fond de citerne. Plus de 500 m3 (500 000 litres) de résidus d'hydrocarbures et divers composants chimiques sont déchargés sur une barge amarrée à couple du Probo Koala. Une puanteur inhabituelle se répand, probablement due à la forte odeur d'œufs pourris du sulfure d'hydrogène (H2S). La police des services d'environnement de la ville et les autorités portuaires interviennent.
Trafigura, l'affréteur du navire, est tenu de faire retraiter les résidus par une entreprise de retraitement agréée et internationalement reconnue, le retraiteur Amsterdam Port Services (APS).
Le retraiteur, la société APS remarque, lors de tests en laboratoire, que les substances ne correspondent pas aux informations données par le donneur d’ordre.  Selon le directeur d’APS, il s'ensuit une négociation sur le prix qui n’a pas abouti. Les discussions durent deux jours. Trafigura refuse la décontamination, jugée trop longue et trop coûteuse : APS demande 1 000 euros puis 750 euros par mètre cube. À cela s'ajoutent une journée d'immobilisation supplémentaire au port, soit un coût de 35 000 dollars, et une journée de location du navire, soit un coût de 250 000 dollars.
À Londres, Paul Duncan, directeur de la logistique de Trafigura, décide de recharger les déchets sur le Probo Koala, ce qui, selon APS, ne s'est jamais produit auparavant.
Les résidus, qui avaient entre-temps été transbordés sur une barge, sont rechargés sur le Probo Koala. L’opération ayant dégagé une forte puanteur du fait de la présence de fortes quantités de sulfure d'hydrogène (H2S), le Ministère public de La Haye a fait ouvrir une enquête sur d’éventuelles transgressions des règles environnementales.
Les services de l'environnement d'Amsterdam ont tenté de faire immobiliser le navire mais se sont heurtés à l'administration nationale. APS et les services chargés de l'inspection des navires laissent le vraquier faire route vers l'Estonie, puis le Nigeria et la Côte d'Ivoire. Ils gardent 16 tonnes de déchets aux fins d'analyses et de garantie. La seule injonction faite est de décharger les déchets au port suivant, sans s'assurer que celui-ci possède les installations ad hoc.
La justice néerlandaise enquête sur les conditions dans lesquelles les autorités portuaires ont laissé partir ces déchets. En effet, si les autorités du port considéraient qu'il s'agissait de déchets toxiques, ceux-ci étaient alors soumis à la convention de Bâle qui impose un visa d'exportation. Selon les enquêteurs, les déchets du Probo Koala n'étaient pas des eaux usées tirées du nettoyage du tanker, mais bien des déchets chimiques.
Un fonctionnaire de la ville d'Amsterdam, chargé de la surveillance de l'environnement à la mairie d'Amsterdam a été inculpé pour avoir délivré l'autorisation de complaisance qui a permis au Probo Koala de repomper ses déchets, pratique inhabituelle, et de quitter Amsterdam.
Le Parlement néerlandais a demandé des comptes à Pieter van Geel, le Secrétaire d'État auprès du ministre du Logement, de l’Aménagement du Territoire et de l’Environnement des Pays-Bas.

### Paldiski (Estonie) 9-13 juillet 2006
Après son escale néerlandaise, le Probo Koala se rend en Estonie pour charger de l'essence destinée in fine au Nigeria.

### Lagos (Nigéria)1er-7 août 2006
Le 1er août 2006, après deux escales aux îles Canaries et à Lomé (Togo), le Probo Koala atteint Lagos (Nigeria). Il livrerait une cargaison de pétrole. Trafigura fait une nouvelle et vaine tentative de vidange.

### Abidjan (Côte d'Ivoire) 19-22 août 2006
- 12 juillet 2006 : La société Tommy est créée par son directeur, Salomon Ugborugbo, de nationalité nigériane. Elle n'obtient du ministre des transports ivoirien qu'un agrément d'« avitailleur » (approvisionnement des navires).

- 9 août 2006 : Dix jours avant l'arrivée du Probo Koala, la société Tommy est agréée pour le traitement de produits toxiques. Elle n'a jamais obtenu de contrat de ce type mais serait « spécialisée dans la vidange et l'entretien des soutes de navire », décroche une autorisation du port pour « récupérer les huiles usagées et les résidus d'hydrocarbures afin d'éviter [...] le déversement accidentel ». Tommy n'a ni les moyens ni les compétences pour cette tâche.

- 17 août 2006 : À Abidjan, la compagnie Puma Energy, filiale de Trafigura, a pris contact avec la société Waibs, un intermédiaire qui conseille de faire affaire avec la société Tommy. Trafigura-Londres adresse un courriel à N'zi Kablan, administrateur général adjoint de Puma Energy, qui l'avertit de la toxicité de certains composants de sa cargaison : « À cause de la forte concentration en mercaptan sulfuré, le mélange est très odorant et doit être débarqué et traité de façon à éviter toute conséquence sur l'environnement ou problème avec les autorités. »

- 18 août 2006 : Salomon Ugborugbo, le directeur de la société Tommy, adresse un message écrit à Trafigura. Il précise que, compte tenu de leur odeur et de leur composition, « un chimiste a conseillé de déverser les déchets chimiques dans un lieu éloigné de la ville, Akouédo, tout à fait apte à recevoir n'importe quel type de produit chimique. » Akouédo est un quartier très habité  d'Abidjan. Salomon Ugborugbo assure qu'il « endossera toutes les responsabilités et assurera un bon travail » à un prix défiant toute concurrence : 35 dollars le m3 (soit vingt-et-une fois moins cher qu'à Amsterdam).

- 19 août 2006 : Accostage du pétrolier grec Probo Koala au port d'Abidjan. Des policiers, des douaniers, les services sanitaires (les « corps habillés ») l'attendent sur le quai. Le bon de livraison remis aux chauffeurs des camions se conclut par : « Bonne route, et que Dieu vous bénisse. »

- 19-20 août 2006 : La société Tommy se charge de l'épandage des produits toxiques dans une dizaine d'endroits dans la ville d'Abidjan  y compris la décharge d'Akouédo (habités pour la plupart). La quantité totale de déchet déversée par le Probo Koala reste inconnue. La société Tommy en a déchargé 528 tonnes de façon hasardeuse dans plusieurs points autour de la ville. Aucune précaution n'est prise.

- 21 août 2006 : Les analyses du Centre ivoirien antipollution (Ciapol) attestent une forte concentration d'H2S : « Il ressort, écrit le Ciapol, que cet échantillon s'apparente à du produit pétrolier [...] très proche de l'essence, avec une très forte teneur en hydrogène sulfuré, substance toxique pouvant, à forte dose, entraîner la mort immédiate en cas d'inhalation. »[6].

- 22 août 2006 : Malgré une demande d'immobilisation au port par le Ciapol datée de la veille, le Probo Koala peut quitter sans encombre le port d'Abidjan le 22. Un mois après, le 25 septembre 2006, Greenpeace et les autorités estoniennes du port de Paldiski bloqueront le bateau pour enquête.

- 19-25 août 2006 : Pendant six jours, la population d'Abidjan ignore la cause des symptômes dont elle souffre.

### Paldiski (Estonie) (septembre 2006)
- Le bateau panaméen est maintenu bloqué par Greenpeace dans le port de Paldiski en Estonie[7],[4]. Le 26 septembre 2006, la Côte d'Ivoire demande une première fois, de façon officielle, le blocage du bateau. Les autorités estoniennes condamnent ce blocage et arguent qu'il n'y a pas de loi qui permette de bloquer un bateau et que les arguments avancés sont insuffisants.

- Le 27 septembre 2006, la Côte d'Ivoire demande, une nouvelle fois, le blocage de ce bateau le temps d'une enquête. Le gouvernement de Tallinn accepte et immobilise le Probo Koala. La police criminelle estonienne a été envoyée au port de Paldiski pour l'empêcher de prendre la mer. Le ministre estonien de l'environnement déclare qu'il y a des traces de produits similaires dans la Mer Baltique.

- Une équipe d'enquêteurs ivoiriens s'est rendue en Estonie début octobre 2006[4] et a demandé aux autorités d'immobiliser le Probo Koala, comme caution pour les dommages causés en Côte d'Ivoire. Les responsables estoniens ont rejeté cette demande, en invoquant l'absence d'accords légaux entre les deux pays. Le parquet estonien a en outre estimé que le bateau n'était plus intéressant « en tant que preuve ».

- L'Estonie a annoncé le 12 octobre 2006 qu'elle traiterait les déchets toxiques se trouvant encore à bord du navire avant de l'autoriser à reprendre la mer. Le navire transportera les déchets du port de Paldiski jusqu'à celui de Sillamäe, à 200 kilomètres à l'est de Tallinn. Les déchets résiduels seront déchargés dans des camions et transportés par route jusqu'à l'usine de traitement.

## La nature de la cargaison

### Selon l'affréteur Trafigura
Selon Trafigura, il s'agit de slops, des résidus de fonds de citernes peu toxiques. La compagnie néerlandaise affirme que ceux-ci ont « une teneur toxique très faible ». Les « slops » font l'objet d'une convention internationale (Marpol), qui interdit de les rejeter en mer. Les slops sont exportables pour être retraités dans des installations adéquates. Les déchets incriminés seraient un mélange d'essence, d'eau et de soude caustique résultant du nettoyage des cuves du navire.
Trafigura assure avoir communiqué aux autorités ivoiriennes la nature des déchets et dit s'être assurée au préalable de leur « élimination sûre ». Le 24 septembre 2006, Trafigura a indiqué qu'elle disposait de tests indiquant la « teneur toxique très faible » de ses « eaux de nettoyage ». Les résultats proviennent du laboratoire Saybolt, à Rotterdam, dont un des responsables, Jan Heinsbroek, a émis des doutes sur les échantillons qu'il a expertisés. Selon Trafigura, « aucune trace » d'hydrogène sulfuré n'apparaît. « C'est de l'eau sale », avait-on dit aux chauffeurs des citernes qui déverseront le produit dans Abidjan.
Cependant, après avoir nié pendant deux mois la toxicité des déchets, le directeur financier et cofondateur de Trafigura Eric de Turckheim a reconnu qu'une opération de transformation de naphte avait bien eu lieu à bord du Probo  Koala, en pleine mer, quelques semaines avant le désastre.
Dans un reportage de l'émission française Complément d'enquête qui avait pour thème « Déchets toxiques : la bombe écologique », diffusée le 12 février 2007 sur France 2, Eric de Turckheim déclarait, en pensant qu'il n'était pas filmé, que si le Probo Koala avait vidé ses cuves en pleine mer, on n'aurait jamais entendu parler de Trafigura dans cette affaire.

### Selon les enquêteurs néerlandais
Trois enquêtes sont ouvertes aux Pays-Bas : le parquet, la ville d'Amsterdam et le ministre des transports tentent de déterminer dans quelles circonstances le navire a pu quitter le pays alors que ses soutes ne contenaient sans doute pas que des résidus issus d'un nettoyage.
Les analyses révèlent que les déchets se présentaient sous deux phases. La phase aqueuse était constituée majoritairement d’une solution d’hydroxyde de sodium (soude) à 10 %. Elle contenait des thiols (mercaptans), des phénols et de l’hydrogène sulfuré. La phase organique était constituée de naphte (oléfines, paraffines et hydrocarbures aromatiques) et contenait des disulfides.
Selon une enquête du parquet néerlandais, cité le 23 septembre 2006 par le quotidien néerlandais de centre gauche de Volkskrant, le Probo Koala aurait raffiné en pleine mer du pétrole brut, en mélangeant soude et naphta. En mai et juin 2006, le Probo Koala aurait pu transformer 70 000 tonnes de pétrole brut en essence, en pleine mer. Selon de Volkskrant, le Probo Koala a reçu trois cargaisons de 28 000 tonnes de naphte en provenance des États-Unis.
L'opération de transformation consistait à libérer le soufre contenu dans le naphte à l'aide de substances dérivées de la soude et d'une substance adjuvante, un produit catalyseur utilisé dans les raffineries, appelé ARI-100 EXL (cobalt phthalocyanine sulphonate). L'essence ainsi produite n'est pas exempte de soufre et ne pouvait donc être commercialisée en Europe. Elle pouvait, en revanche, l'être en Afrique (Le navire s'est rendu au Nigeria début août 2006). Ce sont les 70 tonnes de résidus de l'opération qui auraient été déchargées en Côte d'Ivoire.
Cette manipulation aurait généré un bénéfice de 8 millions de dollars (5,5 millions d'euros) pour Trafigura, qui a jugé ces informations « complètement inexactes ». Ce raffinage sauvage aurait formé des déchets très toxiques, dont 72 tonnes de résidus soufrés.
Cette hypothèse, une réaction chimique incontrôlée, est corroborée par des analyses effectuées aux Pays-Bas sur des échantillons recueillis à Amsterdam, le 3 juillet 2006 par le Centre national d'information sur les empoisonnements. Outre la présence d'oxyde de soufre, le document note la présence d'« un résidu qui apparaît lors du raffinage de pétrole brut ».
Après avoir nié pendant deux mois la toxicité des déchets déversés à Abidjan, Eric de Turckheim a reconnu qu'une opération de transformation de naphte avait bien eu lieu à bord du Probo  Koala, en pleine mer, quelques semaines avant le désastre.

### Selon l'ONU
Il ressort d'une note d’information sur les déchets toxiques à Abidjan rédigée par l’OMS que : « cet échantillon [prélevé sur le Probo Koala] s’apparente à du produit pétrolier de masse volumique 750,6 kg/m3, très proche de l’essence, avec une très forte teneur en hydrogène-sulfuré, substance toxique pouvant, à cette dose, entraîner la mort immédiate en cas d’inhalation. »
En outre, l’échantillon testé contenait une « très forte concentration d’organochlorés avec un taux supérieur à 250 mg/L et un taux excessif de sulfure […]. Les organochlorés et l’hydrogène provoquent des atteintes cérébrales pouvant engendrer des malaises, des céphalées, des migraines, des douleurs thoraciques accompagnées de toux, des irritations naso laryngo pharyngées, des vertiges, des convulsions et même le coma en cas d’intoxication aigüe. »
Ainsi, les moyens utilisés pouvaient « entraîner la mort immédiate en cas d’inhalation », des « convulsions et même le coma en cas d’intoxication aigüe ».
Il est donc avéré que les substances contenues dans les déchets déversés créent un danger pour les personnes. Cela est d'autant plus avéré que la liste officielle des victimes de ces infractions est quasiment sans fin.
Un expert des Nations unies a affirmé que « Il y a suffisamment de preuves pour affirmer que le déversement en Côte d'Ivoire de déchets toxiques par un navire en 2006 aurait causé plus d'une dizaine de morts et rendu malades des dizaines de gens dans ce pays ».

## Les principaux acteurs et leur rôle dans cette catastrophe

### Le groupe Trafigura
Trafigura a été créé en 1993 par Claude Dauphin, président du conseil d’administration jusqu'à son décès en 2015, et Éric de Turckheim. Cette multinationale est spécialisée dans le négoce des marchandises, comme le pétrole brut, les produits raffinés, les concentrés de métaux et les métaux raffinés, et fournit également les navires et les installations nécessaires à leur transport et à leur stockage. 
Trafigura mène ses activités à travers plusieurs entités, notamment : 
- Trafigura Beheer BV, la société mère, basée aux Pays-Bas,
- Trafigura Limited, la filiale londonienne du groupe, qui gère les opérations du groupe,
- le groupe de société Puma, dont fait partie Puma International CI basée en Côte d’Ivoire, un acteur majeur de ce drame.

Trafigura était le propriétaire de déchets contenus dans la cargaison du Probo Koala. En outre, elle a affrété ce navire et est responsable de son transport jusqu’en Côte d’Ivoire.  
Ces affirmations sont déduites de : 
- La déclaration effectuée par M. Dauphin, président du conseil d’administration et fondateur de Trafigura, pendant son audition devant la Commission Nationale d’Enquête sur les Déchets Toxiques, selon laquelle c’est à la suite d’une « dispute commerciale » que les déchets n’ont pas été déchargés à Amsterdam[11].

- Le courriel du 17 août 2006 de M. Jorge Marrero à M. Kablan, ainsi libellé : « […] veuillez noter que nous aimerions décharger environ 528 m3 d’eaux sales du Probo Koala […] »[12]. M. Marrero est responsable des opérations pour l’essence, le GPL et le Naphta.

- La réponse de M. Marrero contenu dans le point 2.6 du questionnaire envoyé par la commission à M. Marrero et M. Short, selon laquelle Trafigura est l’affréteur à terme du Probo Koala.

- Le courriel envoyé par M. Paul Short à M. David Adja, représentant de Waibs Shipping. Il nomme la société Waibs Shipping en qualité d’« affréteur » et la société Tommy comme agent pour « l’élimination d’eaux sales ».

Le groupe Trafigura a choisi la Compagnie Tommy SARL comme principal prestataire pour « l’enlèvement et le traitement » des déchets toxiques.  
Cette affirmation est déduite de : 
- Le courriel du 18 août 2006 de M. Paul Short à M. David Adja et autres. Il ressort de ce courriel que la société Waibs Shipping est mandatée pour éliminer les « eaux sales ». Trafigura donne ordre à Waibs Shipping de « coordonner cette opération [élimination des déchets toxiques] avec la société Compagnie Tommy SARL ».

Enfin, Trafigura ne pouvait ignorer que la société Tommy allait se débarrasser des déchets sans le moindre traitement. Cela est déduit du message donné par M. Ugborugbo à M. Kablan à l'intention de M. Marrero. Il ressort de ce message que « compte tenu de la haute concentration de soufre de mercaptan et la forte odeur [des ...] produits, un chimiste [leur ...] a conseillé de déverser [les déchets à ... ] Akouedo […] »
Le terme « déverser » qui est utilisé ne saurait être compris comme équivalent à traiter ; il ne laisse aucun doute sur les intentions de M. Ugborugbo dès la rédaction de ce message. Il ne pouvait laisser de doute dans l'esprit de ses destinataires.  
Enfin, selon le rapport de la Commission Nationale d’Enquête sur les Déchets Toxiques (p. 60 à 62), « Ni M. Paul Short, ni M. Marrero ne pouvait ignorer l’incapacité technique de la compagnie Tommy. »
En conséquence :
- Trafigura est propriétaire des déchets toxiques ;
- Trafigura est affréteur du Probo Koala ;
- Trafigura a choisi la société Compagnie Tommy SARL comme responsable technique de l’enlèvement et de l’élimination de déchets toxiques ;
- Trafigura savait que la compagnie Tommy n'avait pas les capacités techniques de retraiter ces déchets ;
- Trafigura savait que la société Tommy n'allait pas traiter les déchets.

Il résulte de tous ces éléments que Trafigura est la principale responsable du déversement des déchets.

### Puma International CI
Puma International CI est une filiale du groupe Trafigura, elle est basée à Abidjan. Trafigura est son actionnaire unique. L’objet de Puma International CI est le stockage et la vente des produits pétroliers sous douane. 
Malgré cet objet social, il ressort des divers éléments que la société Puma International CI a pris une part active dans le transfert des déchets toxiques. Cette assertion s’appuie sur : 
- Le message électronique envoyé le 17 août 2006 par M. Marrero à M. Kablan qui précise la nature et la composition de la cargaison.
- M. Kablan a choisi et mis en relation les divers acteurs de cette catastrophe en particulier M. Ugborugbo et le représentant de la société Waibs.
- M Ugborugbo a remis son message dactylographié pour M Marrero par l’intermédiaire de M. Kablan.
- Après les opérations de déversement des déchets toxiques, M. Ugborugbo s’est adressé à M. Kablan pour les règlements.

Ainsi, M. Kablan a été le personnage central, le pivot, de cette tragédie. Il a mis les divers acteurs en relation, il a assuré l'interface entre la société Tommy et la société Waibs, entre la société Tommy et Trafigura et entre la société Tommy et les autorités ivoiriennes. 
M. Kablan est le seul ivoirien dont la libération ait été obtenue aux termes du protocole d'accord. Cette circonstance laisse à penser que Trafigura craignait ses révélations.

### Waibs Shipping
Elle est le consignataire de tous les navires affrétés par la société Trafigura à destination de la Côte d’Ivoire. M. Paul Short l’a mandaté par un message électronique du 18 août 2006.

### La Compagnie Tommy
Les statuts de cette compagnie, adoptés le 10 mai 2006, ont été enregistrés le 24 mai 2006 à la Direction du Recouvrement de la Direction Générale des Impôts à Abidjan. 
Il ressort de ces statuts que la Compagnie Tommy a pour objet :
- la vidange, l’entretien des navires,
- la fourniture de matériels mécaniques, électriques, frigorifiques et divers,
- la représentation commerciale,
- l’importation, l’exportation et la commercialisation et divers produits,
- la construction, la restauration de bâtiments,
- l’exploitation de tout établissement industriel ou commercial.

Cette compagnie a pour associés M. Konate Ibrahim, de nationalité ivoirienne et M. Ugborugbo Salomon, de nationalité nigériane, par ailleurs gérant. 
Le 9 juin 2006, la Compagnie Tommy a déposé sa demande d’agrément d’avitailleur maritime à la Direction Générale des Affaires Maritimes et Portuaires (DGAMP). 
Le 23 juin 2006, le projet d’Arrêté d’agrément de la Compagnie Tommy a été approuvé et transmis au Ministre des Transports ivoiriens. Les circonstances de cette approbation sont mystérieuses. 
Le 12 juillet 2006, l’Arrêté d’agrément de la compagnie Tommy est signé par le Ministre des Transports. 
Dans l’intervalle, le 2 juillet 2006, le navire Probo Koala est refoulé du Port d’Amsterdam en Hollande avec ses déchets. 
Le 20 juillet 2006, la Compagnie Tommy adresse une demande d’autorisation au Directeur Général du Port autonome d'Abidjan pour la vidange, l’enlèvement d’hydrocarbures et de déchets à bord des navires. 
Ainsi, la compagnie Tommy n’a déposé cette demande d’autorisation auprès du directeur général du Port autonome d'Abidjan qu’après que le Probo Koala ait été refoulé d’Amsterdam.
L'enlèvement des hydrocarbures et des déchets, objets principaux de la demande, sont hors de l'objet social, ces deux activités sont à l’origine du drame. 
Le 9 août 2006, la Compagnie Tommy obtient du Colonel Bombo, Commandant de la Capitainerie du Port, l’autorisation d’exercer au Port autonome d'Abidjan. 
Cette autorisation a été donc été obtenue en 20 jours. 
Le 19 août 2006, le navire Probo Koala accoste au quai Petroci du Port autonome d'Abidjan. Le même jour, la Compagnie Tommy commence à décharger les déchets jusqu’au 20 août 2006. 
Il ressort de ce qui précède que : 
- l’arrêté d’agrément d’avitailleur spécialisé, octroyé à la compagnie Tommy par le Ministère des Transports, n’est pas en conformité avec l’objet social de ses statuts ;

- la célérité dans l’obtention de l’agrément et de l’autorisation d’exercer au Port de la compagnie Tommy est troublante et laisse penser à une collusion frauduleuse ;

- la compagnie Tommy n’a ni la compétence, ni les moyens techniques et humains pour traiter les déchets provenant du navire Probo Koala ;

- le montant de la prestation d’enlèvement et de traitement des déchets, initialement chiffré à Amsterdam à 164 millions de francs CFA a été accepté par la compagnie Tommy pour 10 millions, soit plus de 16 fois moins.

Au regard de ces éléments, la compagnie Tommy a toutes les apparences d’une société-écran créée pour la circonstance dont le bras séculier est M. Salomon Ugborugbo.

## Conséquences
Selon Fodjo Kadjo Abo, écrivain ivoirien et magistrat hors hiérarchie :
A la suite du déversement de ces produits, plus de cent mille personnes furent intoxiquées. Parmi elles, on dénombra plus de vingt mille morts et des milliers de malades hospitalisés dont certains étaient dans un état critique. 

### Réactions du gouvernement ivoirien
- 6 septembre 2006 : Le premier ministre ivoirien Charles Konan Banny démissionne avec l'ensemble de son gouvernement, coupable selon lui de « négligences » dans l'affaire. Deux ministres en première ligne (transports et environnement) sont limogés, tandis qu'est « suspendu » le directeur du port, un des principaux financiers du clan présidentiel des Gbagbo.

- 15 septembre 2006 : Le ministre des transports (opposition) est lynché en pleine rue. La maison du directeur du port est incendiée.

- Le gouvernement ivoirien a également suspendu de leurs fonctions le directeur général des douanes, le directeur du port autonome d'Abidjan, le gouverneur du district d'Abidjan et le directeur des affaires maritimes du ministère des transports.

- 16 septembre 2006 : Le premier ministre ivoirien Charles Konan Banny forme un nouveau gouvernement. Il a nommé deux nouveaux ministres pour les transports et l'environnement. Anaky Kobenan, ministre des transports, et Jacques Andoh, de l'environnement, n'ont pas été renouvelés.

- Sept ivoiriens sont inculpés et écroués. Ils sont rejoints le 18 septembre 2006 par Claude Dauphin, fondateur-dirigeant de Trafigura, affrêteur du Probo Koala, et son directeur pour l'Afrique de l'Ouest, Jean-Pierre Valentini, écroués à la maison d'arrêt d'Abidjan. Leur nationalité française a été exploitée par des journaux ivoiriens comme une preuve supplémentaire de la responsabilité de Paris. Placés à l'écart des autres détenus dans des cellules individuelles, ils sont poursuivis pour « empoisonnement et infraction à la législation sur les déchets ».

- Deux mois seulement après le drame, le président ivoirien Laurent Gbagbo a signé le 27 novembre 2006 plusieurs décrets prévoyant le retour à leur poste du directeur du Port autonome d'Abidjan (PAA), Marcel Gossio, le directeur général des Douanes, Gnamien Konan, et le gouverneur du district d'Abidjan, Pierre Djédji Amondji, suspendus en septembre 2006 par le premier ministre ivoirien Charles Konan Banny après l'affaire des déchets toxiques. Ces personnalités, hautes figures du parti présidentiel, le Front populaire ivoirien, seront, par la suite, protégées par le président Gbagbo qui leur fera ainsi éviter toutes poursuites judiciaires[14].

- On apprendra que l'état ivoirien acceptera l'abandon de poursuites judiciaires à l'encontre de l'affréteur Trafigura en échange du versement d'une somme de 100 milliards de francs CFA (environ un peu plus de 152 400 000 euros. Il était prévu qu’un quart de ce montant sera affecté aux victimes, une autre partie étant accordée à certaines collectivités, tandis que l’État ivoirien se taillait la part du lion. Aucun bilan exhaustif n’a encore été jusque-là fait de l’affectation totale de ces 100 milliards.
Le chef de l’État, Laurent Gbagbo, avait annoncé la construction d’un hôpital ou d’un centre de santé spécialement réservé aux malades des déchets toxiques. Cette structure sanitaire n’a jamais vu le jour.
Pour ce qui est de l'indemnisation des victimes, on prétend avoir distribué plus de 15 milliards de francs CFA, alors que les victimes (18 000 environ) qui sont supposées avoir reçu leurs chèques (aucune vérification fiable n’est encore possible) croisées avec le montant distribué (725 000 francs CFA) donnent à peine 13 milliards[14].

### Jugement en Côte d'Ivoire
Sur le plan judiciaire, sept Ivoiriens et un Nigérian ont été arrêtés par les autorités ivoiriennes.
Le procès s'est ouvert à Abidjan, le 29 septembre 2008. Comme cela a été prévu dans les tractations financières évoquées plus haut, aucun membre de l'affréteur Trafigura n'a été mis en examen ou jugé.

### Enlèvement
L'enlèvement devait débuter le 17 septembre 2006 sous la houlette de la société Trédi, filiale du groupe français Séché environnement, spécialiste du traitement des déchets.

### Trafigura
- 30 août 2006 : Trafigura dépêche à Abidjan son directeur Afrique, Jean-Pierre Valentini, pour « aider les autorités dans leur enquête ». L'affréteur multiplie les contacts officiels.

- 13 septembre 2006 : Le ministre de la construction ivoirien réunit les experts de la Sécurité civile française envoyés sur place, ainsi que des représentants de Trafigura. L'atmosphère est lourde. Jean-Pierre Valentini, le représentant de Trafigura est décrit comme très arrogant. Il conteste les expertises scientifiques et nie le lien de causalité avec les décès. Il assure que le produit en cause n'était qu'un résidu de nettoyage des cuves après une livraison d'hydrocarbures à Lagos au Nigeria.

- 14 septembre 2006 : Le fondateur-dirigeant de Trafigura, Claude Dauphin, débarque à son tour à Abidjan. Il rencontre les services du premier ministre ainsi que les ministres des transports et de l'environnement.

- 15 septembre 2006 : Claude Dauphin cherche un 'arrangement' et s'engage auprès de la coordinatrice de la cellule de crise à fournir des médicaments et à payer une partie de frais de récupération des déchets.

- 16 septembre 2006 : le cofondateur de Trafigura, Claude Dauphin et son directeur Afrique Jean-Pierre Valentini sont interpellés à l'aéroport d'Abidjan. Les deux hommes ont été remis à la police judiciaire ivoirienne, qui les a interrogés, puis mis à la disposition du procureur de la République qui leur a signifié leur mise en examen. Les deux hommes ont été écroués.

- 24 septembre 2006 : Trafigura nie à nouveau toute responsabilité. « La cause de la tragédie n'a pas été établie », estime-t-elle dans un communiqué.

- 23 juillet 2010 : Trafigura est condamnée à débourser un million d'euros d'amende par un tribunal d'Amsterdam[16].